# UTC+10
UTC+10 е часово отместване използвано:

## Като стандартно време през цялата година
- Австралия
  - Куинсланд
- Микронезия
  - Чуюк, Яп и околността
- Папуа Нова Гвинея
- САЩ
  - Гуам
  - Северни Мариански острови

## Като стандартно време през зимния сезон
- Русия
  - Приморски край (включително Владивосток)
  - Сахалин
  - Хабаровски край
  - Якутия – централната част
- Австралия
  - Австралийска столична територия
  - Нов Южен Уелс (без град Броукън Хил и остров Лорд Хоуе)
  - Тасмания
  - Виктория

## Като лятно часово време
- Русия
  - Амурска област
  - Читинска област
  - Якутия – западната част, вкл. Якутск